# Lomié
Lomié este un oraș din Camerun.